# Ulrich Niemann
Ulrich Johann Niemann SJ (* 26. Januar 1935 in Goslar; † 30. Juni 2008 in Frankfurt am Main) war ein deutscher Jesuit sowie Facharzt für Neurologie und Psychiatrie, Psychosomatiker und Hochschullehrer.

## Leben
Ulrich Niemann trat 1957 nach medizinischen Studien in die Ordensgemeinschaft der Jesuiten ein. Nach seinem Studium (Lic. phil. et theol.) und Priesterweihe im Jahre 1966 beendete er sein Medizinstudium an der Westfälischen Wilhelms-Universität Münster. Er war Assistenzarzt für Psychiatrie in Essen bei Max-Paul Engelmeier (1972/76) und bei Hans Joachim Lehmann (1976/79) am Universitätsklinikum Essen. 1985 wurde er an der Universität Essen mit der Arbeit Suizidrisiko und Lebenssinn – eine psychiatrisch-statistische Untersuchung  zum Dr. med. promoviert.
1975 erhielt er einen Ruf für Medizinischen Ethik im Rahmen der Moraltheologie an die Philosophisch-Theologische Hochschule Sankt Georgen. Niemann war über vierzehn Jahre lang Organisator der „Sankt Georgener Ärztegespräche“.
1990 bestand er sein Examen als Psychoanalytiker und war bis zu seinem Tode als Arzt, Psychotherapeut und Psychoanalytiker sowie Priester tätig. Er war Berater der Deutschen Bischofskonferenz sowie Berater in der Arbeitsgruppe „Neue religiöse Bewegungen und Organisationen“ der Schweizer Bischofskonferenz. Er war Mitglied der Deutschen Gesellschaft für Psychoanalyse, Psychotherapie, Psychosomatik und Tiefenpsychologie e. V. (DGPT) und im Deutschen Arbeitskreis für Gruppenpsychotherapie und Gruppendynamik (DAGG) sowie der Deutschen Balintgesellschaft e. V. Er war Mitglied der VKDSt Hasso-Rhenania Mainz im CV.
Niemann galt als Experte auf den Gebieten Besessenheit und Exorzismus und veröffentlichte mehrere wissenschaftliche Arbeiten und Artikel.